# Elsa Jacquemot
Elsa Jacquemot (* 3. Mai 2003 in Lyon) ist eine französische Tennisspielerin.

## Karriere
Jacquemot begann mit sieben Jahren das Tennisspielen und tritt bislang hauptsächlich auf dem ITF Junior Circuit, seit der Saison 2018 auch vermehrt auf der ITF Women’s World Tennis Tour an, wo sie bisher zwei Einzeltitel gewonnen hat.
Sie trat bei den French Open 2018 sowohl im Juniorinneneinzel als auch im Juniorinnendoppel an. Während sie im Einzel bereits in der ersten Runde ausschied, konnte sie mit ihrer Partnerin Olympe Lancelot das Erstrundenmatch gegen Mariam Dalakishvili und Ana Geller gewinnen, verloren dann aber in der zweiten Runde.
2019 erhielt sie eine Wildcard für die Qualifikation zum Dameneinzel der French Open. Dort konnte sie ihr Erstrundenmatch gegen Başak Eraydın mit 6:3 und 6:1 gewinnen, verlor dann aber in der zweiten Runde gegen Antonia Lottner mit 6:71 und 2:6.
Am 10. Oktober 2020 triumphierte sie im Finale des Juniorinneneinzels der French Open gegen Alina Tscharajewa mit 4:6, 6:4 und 6:2.
Im Dezember 2022 gewann Jacquemot ihren ersten Einzeltitel auf der ITF Women’s World Tennis Tour beim W100+H-Turnier in Dubai.
Im Dezember 2024 gewann sie im Doppel an der Seite von Margaux Rouvroy in Limoges ihren ersten Titel im Rahmen der WTA Challenger Series.

## Turniersiege

### Einzel
| Nr. | Datum             | Turnier | Kategorie  | Belag             | Finalgegnerin   | Ergebnis |
| --- | ----------------- | ------- | ---------- | ----------------- | --------------- | -------- |
| 1.  | 11. Dezember 2022 | Dubai   | ITF W100+H | Hartplatz         | Magdalena Fręch | 7:5, 6:2 |
| 2.  | 9. Februar 2025   | Leszno  | ITF W75    | Hartplatz (Halle) | Gao Xinyu       | 6:4, 6:1 |

### Doppel
| Nr. | Datum             | Turnier | Kategorie      | Belag             | Partnerin       | Finalgegnerinnen                   | Ergebnis |
| --- | ----------------- | ------- | -------------- | ----------------- | --------------- | ---------------------------------- | -------- |
| 1.  | 15. Dezember 2024 | Limoges | WTA Challenger | Hartplatz (Halle) | Margaux Rouvroy | Erika Andrejewa Séléna Janicijevic | 6:4, 6:3 |

## Abschneiden bei Grand-Slam-Turnieren

### Dameneinzel
| Turnier         | 2019 | 2020 | 2021 | 2022 | 2023 | 2024 | 2025 | Karriere |
| --------------- | ---- | ---- | ---- | ---- | ---- | ---- | ---- | -------- |
| Australian Open | —    | —    | —    | —    | Q1   | Q2   | Q1   | —        |
| French Open     | Q2   | 1    | 1    | 2    | Q3   | 1    | 3    | 3        |
| Wimbledon       | —    |      | —    | Q1   | Q1   | 1    | 2    | 2        |
| US Open         | —    | —    | —    | Q1   | 1    | Q1   |      | 1        |

Zeichenerklärung: S = Turniersieg; F, HF, VF, AF = Einzug ins Finale / Halbfinale / Viertelfinale / Achtelfinale; 1, 2, 3 = Ausscheiden in der 1. / 2. / 3. Hauptrunde; Q1, Q2, Q3 = Ausscheiden in der 1. / 2. / 3. Qualifikationsrunde; nicht ausgetragen

### Juniorinneneinzel
| Turnier         | 2018 | 2019 | 2020 | Karriere |
| --------------- | ---- | ---- | ---- | -------- |
| Australian Open | —    | —    | 2    | 2        |
| French Open     | 1    | VF   | S    | S        |
| Wimbledon       | —    | VF   |      | VF       |
| US Open         | —    | AF   |      | AF       |

Zeichenerklärung: S = Turniersieg; F, HF, VF, AF = Einzug ins Finale / Halbfinale / Viertelfinale / Achtelfinale; 1, 2, 3 = Ausscheiden in der 1. / 2. / 3. Hauptrunde; nicht ausgetragen

### Juniorinnendoppel
| Turnier         | 2018 | 2019 | 2020 | Karriere |
| --------------- | ---- | ---- | ---- | -------- |
| Australian Open | —    | —    | —    | —        |
| French Open     | AF   | 1    | 1    | AF       |
| Wimbledon       | —    | 1    |      | 1        |
| US Open         | —    | VF   |      | VF       |